# Prestento
Prestento (Prestint in friulano,  Podskala o Prištint in sloveno) è una frazione del comune di torreano, posta a ovest rispetto alla sede del comune.

## Geografia
Prestento sorge alle pendici del monte San Lorenzo (m. 913 s.l.m.), ad una altitudine di 196 m s.l.m. ed è l'unico paese situato nella Val Sclesó, da cui prende il nome il torrente che attraversa la vallata da nord a sud. Dista 3 km da Torreano. Poco più su di Prestento ci sono le grotte Foràn di Landri e Foràn del Aganis. La grotta del Foran di Landri è una delle testimonianze più importanti in Friuli per gli insediamenti umani rinvenuti e risalenti a più periodi. Furono infatti portati alla luce numerosi reperti appartenenti a tre fasi storiche: una del Neolitico (resti di ceramica e strumenti litici); una al Bronzo e infine una dell'Età del Ferro (un'armilla, un anellino, una fibula, uno spillone, un coltello, ecc. e resti di vari animali). Il Foran des Aganis è invece una cavità suggestiva formata da un corridoio lungo 160 metri percorso da un ruscello. La leggenda racconta che la grotta era la dimora de "lis aganis", creature femminili dall'orribile aspetto e con i piedi rivolti all'indietro.
Le grotte di Prestento durante la seconda guerra mondiale furono il rifugio di un pilota militare americano, dopo che precipitò con il suo velivolo nelle pianure a sud di Cividale del Friuli, risalì a piedi fino alle grotte e visse li per un lungo periodo nel tentativo di nascondersi dai nemici, con l'aiuto degli abitanti di Prestento e Valle di Soffumbergo che gli portavano viveri e coperte. 
Prestento è noto anche come "il paese dei fiori di carta": per la ricorrenza della Madonna del Perdòn ogni terzo fine settimana del mese di settembre il paese si ravviva con migliaia di ghirlande colorate, realizzate a mano, dalle donne del posto. L'usanza risale al 1895, dove la processione con la statua lignea della Vergine percorre le vie del paese. Tutto questo nella incantevole cornice del paesino addobbato da fiori delle più svariate specie,  che adornano finestre e cancelli.

## Origine del nome
In Friulano come in Italiano, Prestento deriva dal Latino "Pratum Stentatum" che significa prato povero. il suo nome in dialetto sloveno non ha una origine ben definita, ci sono due nomi con cui i vecchi abitanti della zona chiamavano il paese: Podskala, che tradotto significa "sotto la roccia", con roccia probabilmente si faceva riferimento alle grotte e alle cave di pietra piasentina poste sopra il paese. L'altro nome è Prištìnt, che è la versione più recente che è stata con il passare del tempo "italianizzata".